# Hô Trù Tuyền
Hô Trù Tuyền (呼廚泉, ?-?) là thiền vu của Nam Hung Nô những năm cuối thời Đông Hán, Tam Quốc, là con trai của Khương Cừ và là em trai của Ư Phu La. Hiệu là Tu Bốc Cốt Đô Hầu thiền vu
Năm 195, sau khi Ư Phu La mất, Hô Trù Tuyền trở thành thiền vu. Ư Phu La vốn ban đầu chiến đấu với Tào Tháo nhưng sau khi chiến bại đã quay sang quy thuận, đến năm 202, Hô Trù Tuyền lại một lần nữa phát động bạo loạn tại Bình Dương chống Tào Tháo, về sau bị quân Chung Diêu đánh bại rồi sau đó lại quay sang đầu hàng Tào Tháo.
Năm 216, Hô Trù Tuyền đến đông nhà Hán gần thời điểm trao chức quan, do đó lưu lại Nghiệp thành, sự vụ của Hung Nô thì giao Hữu Hiền vương là Lưu Khứ Ti chỉnh đốn. Năm 220, Tào Phi trở thành Ngụy Văn Đế, Hô Trù Tuyền được phong làm Ngụy tỉ thụ, được trao thanh cái xa cùng bảo kiếm. Sau đó, Hán Triệu Đế là Lưu Uyên chính là con của Ư Phu La, cũng là cháu (chất tôn) của Hô Trù Tuyền.